# La Part du diable
Pour les articles homonymes, voir La Part du Diable.
La Part du diable (Touching Evil) est une série télévisée britannique en seize épisodes de 42 minutes, créée par Paul Abbott et diffusée entre le 29 avril 1997 et le  6 juin 1999 sur ITV1. En France, la série a été diffusée à partir du 20 septembre 2000 sur 13ème rue et rediffusée à partir du  27 août 2005 sur TMC Monte Carlo.

## Synopsis
Gravement blessé à la tête par une balle, l'inspecteur Dave Creegan reprend ses fonctions à la brigade criminelle de Londres après une année de convalescence. Investigateur hors pair, Dave Creegan est aidé secrètement par Cyril Kemp, personnage inquiétant qui a des visions en relation avec les affaires traitées par l'inspecteur....

## Distribution
- Robson Green : Dave Creegan
- Nicola Walker : Susan Taylor
- Michael Feast : Enwright
- Shaun Dingwall : Mark Rivers
- Kenneth MacDonald (en) : Cyril Kemp

## Épisodes

### Première saison (1997)
1. Par-delà les nuages [1/2] (Through the Clouds - Part 1)
2. Par-delà les nuages [2/2] (Through the Clouds - Part 2)
3. Mort douce [1/2] (Killing with Kindness - Part 1)
4. Mort douce [2/2] (Killing with Kindness - Part 2)
5. Meurtre.com [1/2] (Deadly Web - Part 1)
6. Meurtre.com [2/2] (Deadly Web - Part 2)

### Deuxième saison (1998)
1. Scalp [1/2] (Scalping - Part 1)
2. Scalp [2/2] (Scalping - Part 2)
3. Blessures de guerre [1/2] (War Relief - Part 1)
4. Blessures de guerre [2/2] (War Relief - Part 2)
5. Les Chevaliers de la nuit [1/2] (Paedophile Ring - Part 1)
6. Les Chevaliers de la nuit [2/2] (Paedophile Ring - Part 2)

### Troisième saison (1999)
1. Innocent [1/2] (Innocent? - Part 1)
2. Innocent [2/2] (Innocent? - Part 2)
3. Par les flammes [1/2] (Fiery Death - Part 1)
4. Par les flammes [2/2] (Fiery Death - Part 2)

## Commentaires
Cette série, récompensée par plusieurs prix, a connu un succès considérable en Grande-Bretagne. Elle a donné lieu à un remake américain produit par Bruce Willis, intitulé Les Forces du mal.